# Atletismo nos Jogos Pan-Americanos de 2019 - Revezamento 4x100 m masculino
A competição do revezamento 4x100 m masculino foi um dos eventos do atletismo nos Jogos Pan-Americanos de 2019, em Lima, no Peru. A prova foi realizada no dia 9 de agosto.

## Calendário
Horário local (UTC-5).
| Data        | Horário | Fase  |
| ----------- | ------- | ----- |
| 9 de agosto | 19:05   | Final |

## Medalhistas
|  | BRA Brasil                                                             |  | TRI Trinidad e Tobago                                 |  | USA Estados Unidos                                        |
|  | Rodrigo do Nascimento Jorge Vides Derick Silva Paulo André de Oliveira |  | Jerod Elcock Keston Bledman Akanni Hislop Kyle Greaux |  | Jarret Eaton Cravon Gillespie Bryce Robinson Mike Rodgers |

## Recordes
Recordes mundial e pan-americano antes da disputa dos Jogos Pan-Americanos de 2019.
| Tipo                             | Atleta            | Tempo | Local   | Data                 |
| -------------------------------- | ----------------- | ----- | ------- | -------------------- |
|                                  | Jamaica           | 36.84 | Londres | 11 de agosto de 2012 |
| Recorde dos Jogos Pan-Americanos | Antígua e Barbuda | 38.14 | Toronto | 24 de julho de 2015  |

## Resultado final
Os resultados foram os seguintes:  
| Posição           | Raia | Nacionalidade            | Atletas                                                                       | Tempo | Notas                |
| ----------------- | ---- | ------------------------ | ----------------------------------------------------------------------------- | ----- | -------------------- |
| Medalha de ouro   | 3    | BRA Brasil               | Rodrigo do Nascimento, Jorge Vides, Derick Silva, Paulo André de Oliveira     | 38.27 |                      |
| Medalha de prata  | 8    | TTO Trinidad e Tobago    | Jerod Elcock, Keston Bledman, Akanni Hislop, Kyle Greaux                      | 38.46 | Recorde da temporada |
| Medalha de bronze | 4    | USA Estados Unidos       | Jarret Eaton, Cravon Gillespie, Bryce Robinson, Mike Rodgers                  | 38.79 |                      |
| 4                 | 7    | CAN Canadá               | Gavin Smellie, Jerome Blake, Brendon Rodney, Mobolade Ajomale                 | 39.00 |                      |
| 5                 | 5    | JAM Jamaica              | Andre Ewers, Rasheed Dwyer, Julian Forte, Oshane Bailey                       | 39.01 |                      |
| 6                 | 6    | DOM República Dominicana | Christopher Valdez, Mayobanex de Óleo, José González Soto, Yancarlos Martínez | 39.15 |                      |
| 7                 | 2    | CUB Cuba                 | Harlyn Pérez, Roberto Skyers, Reynier Mena, José Luis Gaspar                  | 39.19 | Recorde da temporada |
| 8                 | 9    | VEN Venezuela            | Alberto Aguilar, Abdel Kalil, Alexis Nieves, Rafael Vásquez Leon              | 39.73 |                      |
| 9                 | 1    | PER Peru                 | Frank Sanchez Mozombite, Luis Iriarte, Mauricio Garrido, Andy Martínez        | 41.19 |                      |

Legenda
| Recorde mundial                  | Recorde mundial (World record)               |                       | Recorde africano                      | Recorde africano (African) |                                           | Q | Classificado por posição (Qualified) |
| Recorde dos Jogos Pan-Americanos | Recorde pan-americano (Pan-American record)  | Recorde da América    | Recorde da América (Americas)         | q                          | Classificado por melhor tempo (Qualified) |   |                                      |
| Melhor marca do ano              | Melhor marca do ano (World leading)          | Recorde asiático      | Recorde asiático (Asian)              | DNS                        | Não largou (Did not start)                |   |                                      |
| Recorde nacional                 | Recorde nacional (National record)           | Recorde europeu       | Recorde europeu (European)            | DNF                        | Não terminou (Did not finish)             |   |                                      |
| Recorde pessoal                  | Recorde pessoal do atleta (Personal best)    | Recorde da Oceania    | Recorde da Oceania (Oceania)          | DSQ / DQ                   | Desclassificado (Disqualified)            |   |                                      |
| Recorde da temporada             | Recorde da temporada do atleta (Season best) | Recorde sul-americano | Recorde sul-americano (South America) | NM                         | Sem marca (No mark)                       |   |                                      |